# Meiji Seika ファルマ
Meiji Seikaファルマ株式会社（めいじせいかファルマ、英: Meiji Seika Pharma Co., Ltd.）は、日本の医療用医薬品専門企業。明治ホールディングス株式会社の傘下。東京都中央区京橋に本社を置く。
1916年に「東京菓子株式会社」として設立され、2011年に明治グループ内事業会社の再編により、「Meiji Seika ファルマ株式会社」が発足した。感染症領域（抗菌薬・ワクチン）、中枢神経系領域、免疫炎症領域を中核とし、幅広い疾患領域の製品開発を行う。

## 沿革
Meiji Seika ファルマ 発足前
- 1916年 - 製菓会社「東京菓子株式会社」として創業[5][6]。
- 1924年 - 明治製菓株式会社に商号変更。
  - 1943年 - 明治産業株式会社に商号変更。
  - 1947年 - 明治製菓株式会社に再び変更。
- 1946年 - ペニシリン製造開始により医薬品事業に参入。
- 1974年 - 海外への事業展開を開始。

Meiji Seika ファルマ 発足以後
- 2011年 - 明治グループ再編。明治製菓はMeiji Seika ファルマに商号変更し、医薬品事業の企業となる。食品関連等の事業は明治（旧・明治乳業）に移される。
- 2015年：インド「メドライク Limited」がグループに参入[3][7]。
- 2018年：化血研系企業KMバイオロジクスを統合、ワクチン事業強化。

## 概要
2011年4月1日、明治グループの事業再編（会社分割）により、明治製菓株式会社から商号変更して発足。旧・明治製菓が医療用医薬品事業に特化されたことにより、同社が手掛けてきた菓子・飲料・食品・一般用医薬品（主にイソジンうがい薬など）事業はグループ会社の（株）明治（明治乳業から商号変更）へ移管され、長年使用してきた「明治製菓」の屋号表記を日本語からローマ字「Meiji Seika」に変更した。ただし、後発医薬品のメーカー略号については、Meiji Seika ファルマとなって以降に販売開始された商品に対しても、漢字表記の「明治」が用いられる。
2014年、ジェネリック医薬品を欧州、アジア、アフリカなどに販売するインドの製薬会社「メドライク Limited」を買収することを発表した。この買収によりメドライクはグループに参入し、後にMeiji Seika ファルマの子会社「Meファルマ」の設立につながった。
2018年7月、化学及血清療法研究所（化血研）の主要事業を継承して設立されたKMバイオロジクスの株式を取得し、同社をグループに加えた。KMバイオロジクスは、ヒト用ワクチン、血漿分画製剤、動物用ワクチン、新生児スクリーニング事業を主力としており、この買収によりMeiji Seikaファルマは感染症領域における事業を強化した。
かつては農薬（除草剤、殺菌剤、植物成長調整剤など）事業や動物用医薬品事業を手掛けていたが、2022年1月4日付で農薬事業を2021年9月に設立した株式会社MMAGに承継。その上で同社株式は三井化学の子会社である三井化学アグロへ422億円で譲渡され、当社は農薬事業から撤退した。動物用医薬品事業は2022年4月1日付でKMバイオロジクスの動物用医薬品事業と統合の上、明治アニマルヘルスへ移管された。これにより、当社は医療用医薬品へ特化する事になった。
2023年11月、自己増幅型RNA（レプリコン）技術を用いたCOVID-19ワクチン「コスタイベ」の製造販売承認を取得した。2024年4月、同社は神奈川県小田原市に自己増幅型RNAワクチンを製造する新工場を建設すると発表した。この工場は2028年の稼働を予定している。自己増幅型RNA技術は、COVID-19ワクチンだけでなく、がん治療や慢性疾患の治療にもにも応用が期待されている。
2024年10月11日、Ｘ（旧Twitter）に公式アカウントを開設。同社のワクチンに対してSNSなどで科学的根拠のない主張やデマの投稿が相次いでいることを受け、感染症領域の正確な情報発信に努めるために開設した。
2024年11月、ジェネリック医薬品の安定供給体制構築を目的に「ジェネリック事業戦略部」を新設した。

## 事業所
本社
〒104-8002　東京都中央区京橋2丁目4番16号
支店
- 全国8拠点

研究所
- 製薬研究所

〒250-0852　神奈川県小田原市栢山788
- 新木場ラボ

工場
- 岐阜工場

〒501-0431　岐阜県本巣郡北方町北方2890
製造品目：人体用医薬品原薬、動物用医薬品、飼料添加物、工業用酵素

## グループ企業
- 日本国内[3][5]
  - KMバイオロジクス - ワクチン製造（インフルエンザHAワクチン等）
  - Meiji Seika ファルマテック（神奈川県小田原市） - 小田原工場の機能を承継[7]
  - Meファルマ株式会社（東京都中央区京橋） - 後発医薬品（ジェネリック医薬品）の製造販売
  - 大蔵製薬株式会社（京都市南区）
  - 都輸送株式会社（神奈川県小田原市）
- 日本国外：インドネシア、タイ、中国、スペイン、インドなどに拠点がある。
  - メドライク Limited（インド） - 原薬生産、欧米向けCMO事業[11]
  - Meiji Pharma USA Inc.（米国）

### 過去のグループ会社
- 明治サノフィ・アベンティス薬品株式会社（東京都新宿区西新宿） - 旧・明治サノフィ薬品（明治サノフィ）。旧サノフィとの提携による合弁で設立。2013年2月28日会社解散[33]
- 田村製薬株式会社（東京都板橋区）
- 北里薬品産業株式会社（東京都港区三田） - 学校法人北里研究所との提携による合弁で1955年に設立（当社60%、北里研究所40%）。2022年9月30日会社解散。同社が行っていたワクチン販売の機能を当社が継承した[34]
- Meijiアグロケミカル株式会社（東京都中央区） - 2020年に設立。Meiji Seika ファルマから北上工場（岩手県北上市）の移管を受けた上で農薬を生産していたが、農薬事業のMMAGへの譲渡に伴い、2022年1月4日付で三井化学アグロへ全株式を譲渡。商号をMeijiアグロケミカル株式会社からMMアグロケミカル株式会社へ変更[17][20]。

## 主な取扱製品

### 医療用医薬品
感染症領域
- メイアクト（抗菌薬）
- ハベカシン（MRSA治療薬）
- オラペネム（抗菌薬）
- コスタイベ（COVID-19ワクチン、レプリコンワクチン）
- クイントバック（5種混合ワクチン）

中枢神経系領域
- デプロメール（SSRI）
- リフレックス（NaSSA・四環系抗うつ薬）
- メイラックス（ベンゾジアゼピン系抗不安薬）
- シクレスト（非定型抗精神病薬)

免疫炎症領域
- レズロック錠（慢性GVHD治療薬）

その他
- レザフィリン（光線力学的療法用剤）
- ポリック　(水虫薬)

## 誤情報への対応
同社が製造販売するCOVID-19ワクチン「コスタイベ」に関する誤情報に対して、積極的な対策を実施している。コスタイベは自己増幅型RNA技術を用いた「レプリコンワクチン」と呼ばれる新しいタイプのワクチンで、2023年11月に日本で世界初の通常承認を受けた。
2024年、いくつかの団体や個人から科学的根拠のない主張やデマが広まったことを受け、同社はXアカウントを開設して正確な情報発信に努めるとともに、誤情報に対する法的措置も実施した。主な対応として、日本看護倫理学会が発表した緊急声明に対し、科学的知見に基づく説明とともに該当箇所の削除を求める要請書を送付した。また、反ワクチン団体「mRNAワクチン中止を求める国民連合」の我那覇真子ら幹部に法的措置を表明し、原口一博衆議院議員が同ワクチンを「生物兵器」などと表現した発言について、損害賠償請求訴訟を提起した。さらに、自称社員グループによる書籍『私たちは売りたくない！』の内容について社内調査を実施し、著者を名乗る「チームK」が架空のグループであることや、執筆に関与した現役社員1名が過去から反ワクチン活動を行い、元社員Kとの接点がない事実を公表した。